# Kevin Vaz
Maxwell Kevin Vaz, tidigare Kevin Maxwell Vaz, född 6 augusti 1995 i Göteborg, är en svensk skådespelare.
Kevin Vaz upptäcktes som 13-åring av filmregissören Ruben Östlunds rollsättare Katja Wik när han var ute i centrala Göteborg. Detta ledde till att han fick rollen som gängets ledare i långfilmen Play (2011) och blev Guldbaggenominerad år 2012 i kategorin Bästa manliga huvudroll för sin rollprestation. Han är en av de yngsta någonsin samt blev historisk som den första icke-vita mannen att bli Guldbaggenominerad
År 2012 tilldelades han priset Gyllene draken för ”Enastående rollprestation” på Göteborgs Filmfestival. Juryns motivering löd "En jätteprestation som visar hur bra det kan bli när man söker talang på andra ställen än de gängse".
I Sveriges Radio P1 kulturreportage år 2021 inför 10-årsjubileet av filmen Play meddelande Vaz att han under senare tonåren valde att använda sig av sitt andra förnamn Maxwell som tilltalsnamn för att distansera sig från den uppmärksammade rollen.

## Filmografi
- 2011 – Play
- 2011 – Svaleskär (TV-serie)
- 2013 – Vi[10]
- 2016 – Under pyramiden
- 2020 – Den sista sommaren (TV-serie)
- 2021 – Zebrarummet (TV-serie)